# Skulpturenpark am Kröller-Müller-Museum

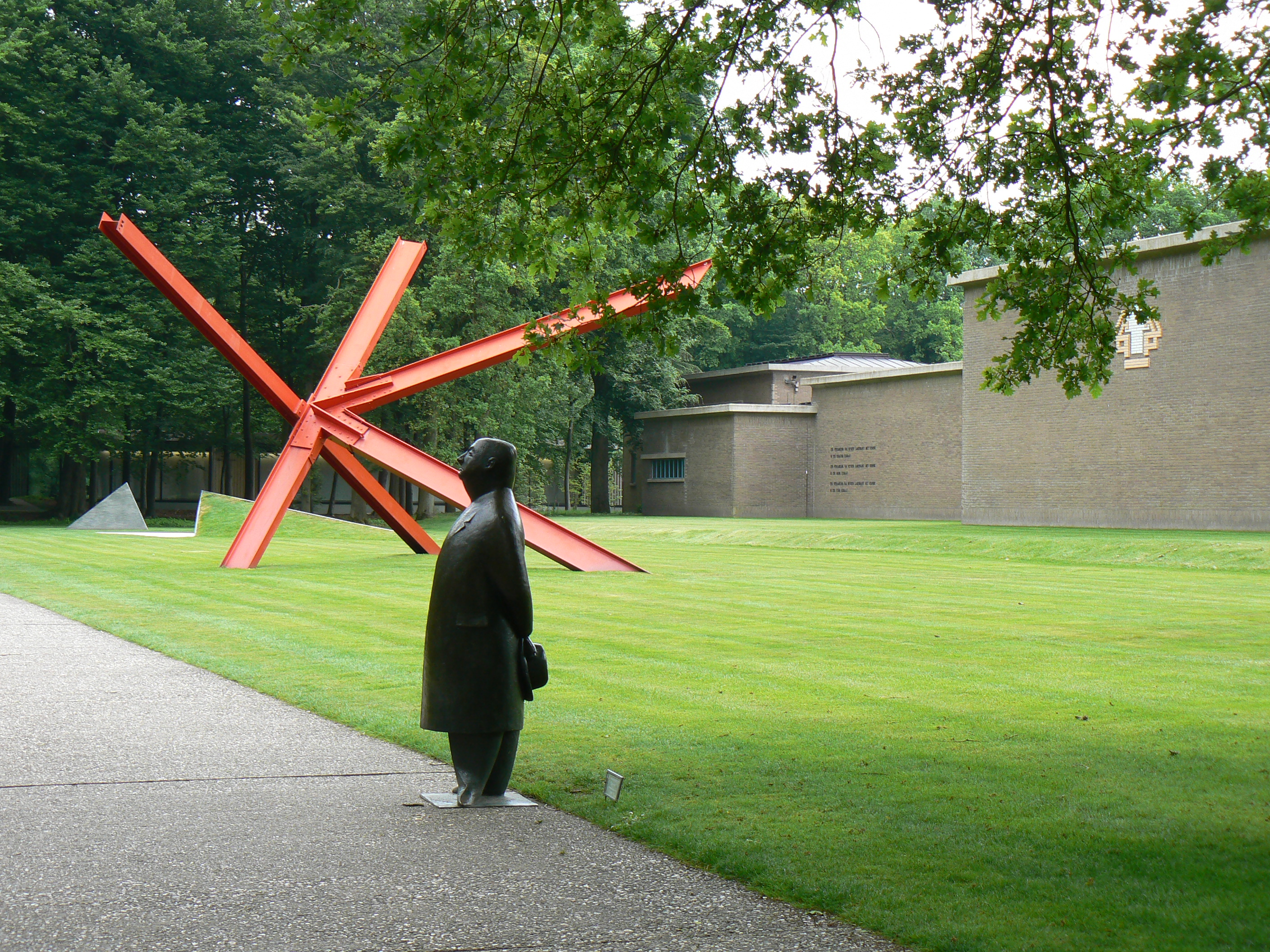
Zugangsweg zum Kröller-Müller Museum

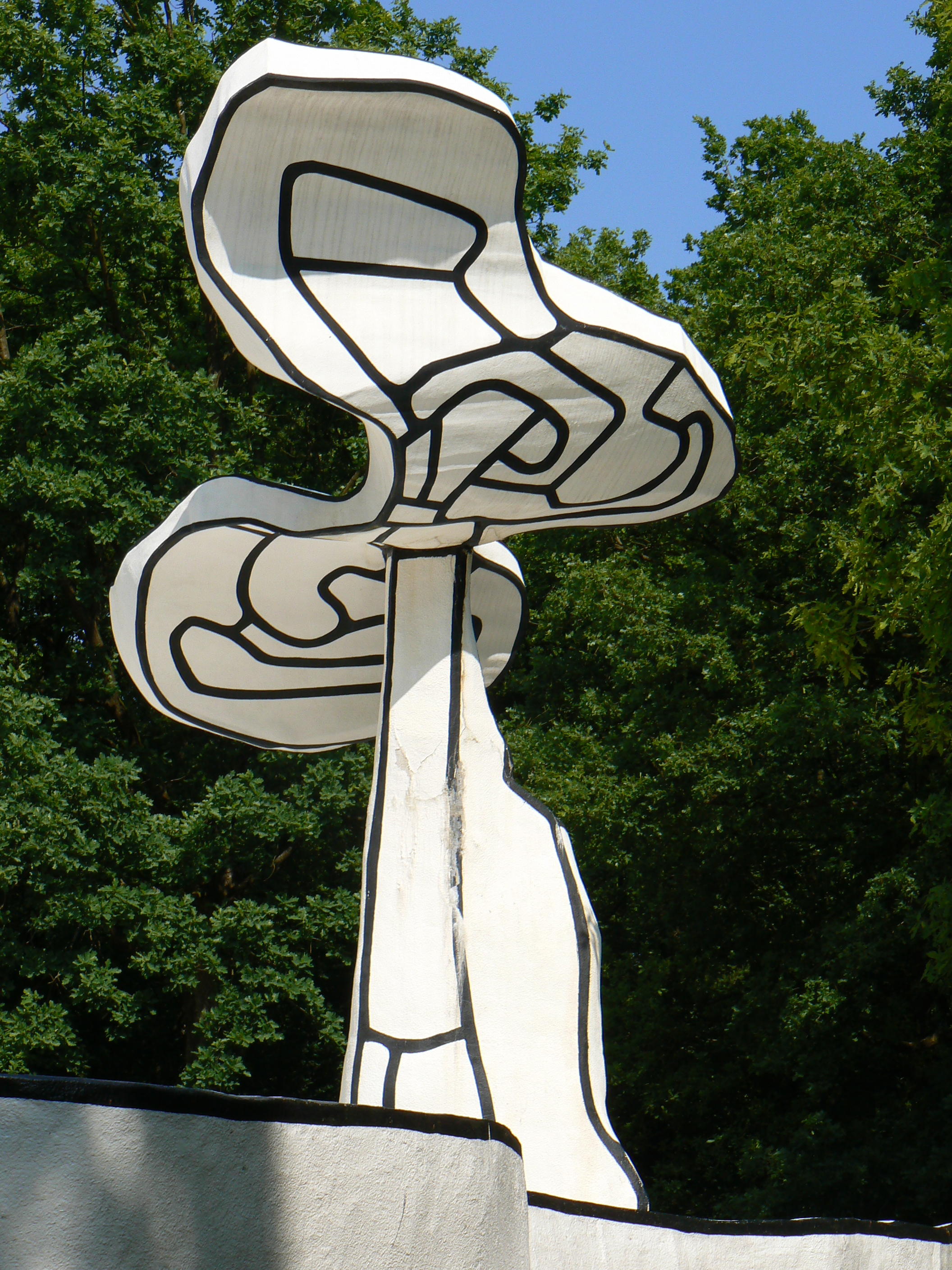
Jardin d’émail von Jean Dubuffet

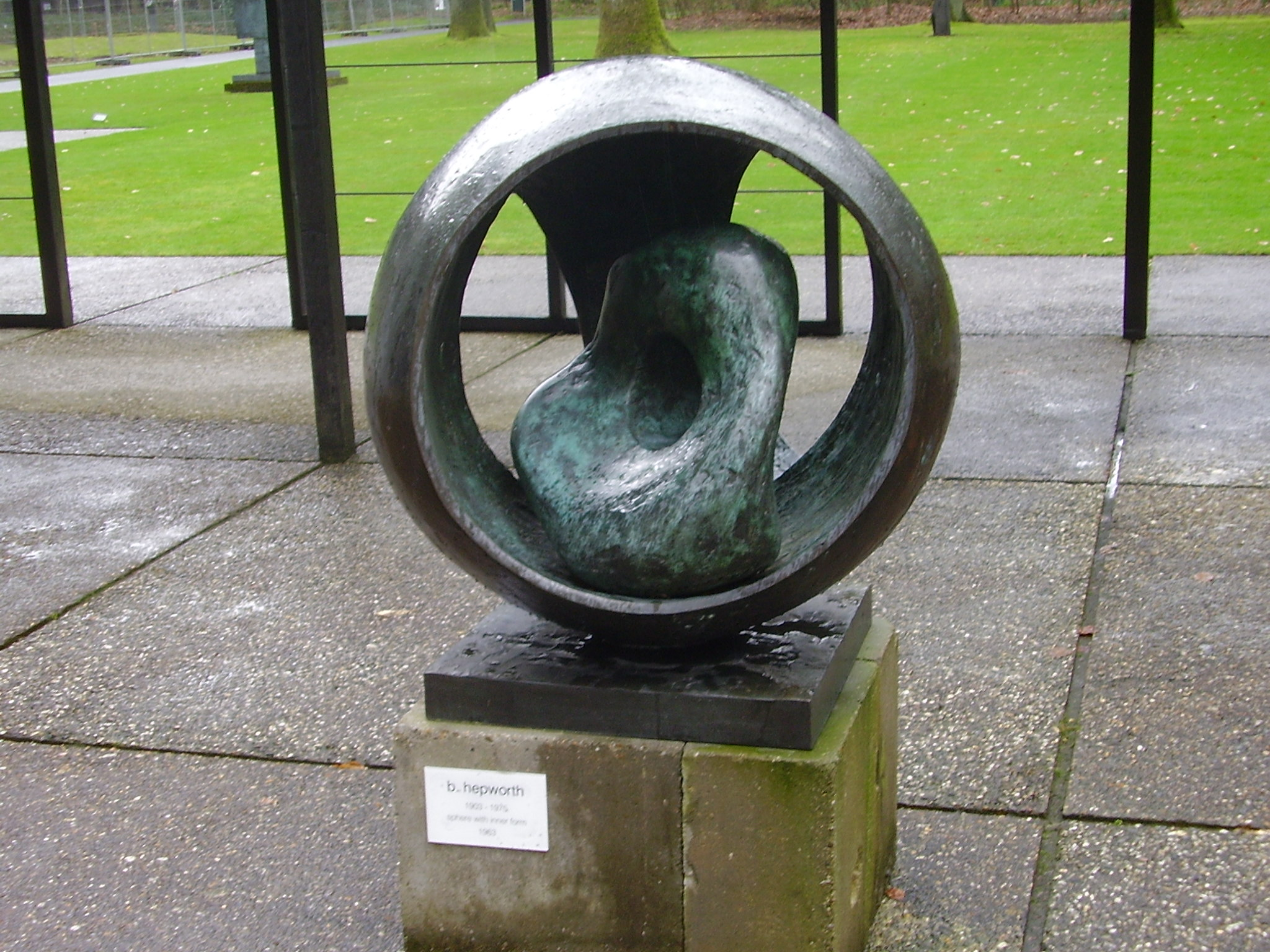
Sphäre mit innerer Form von Barbara Hepworth

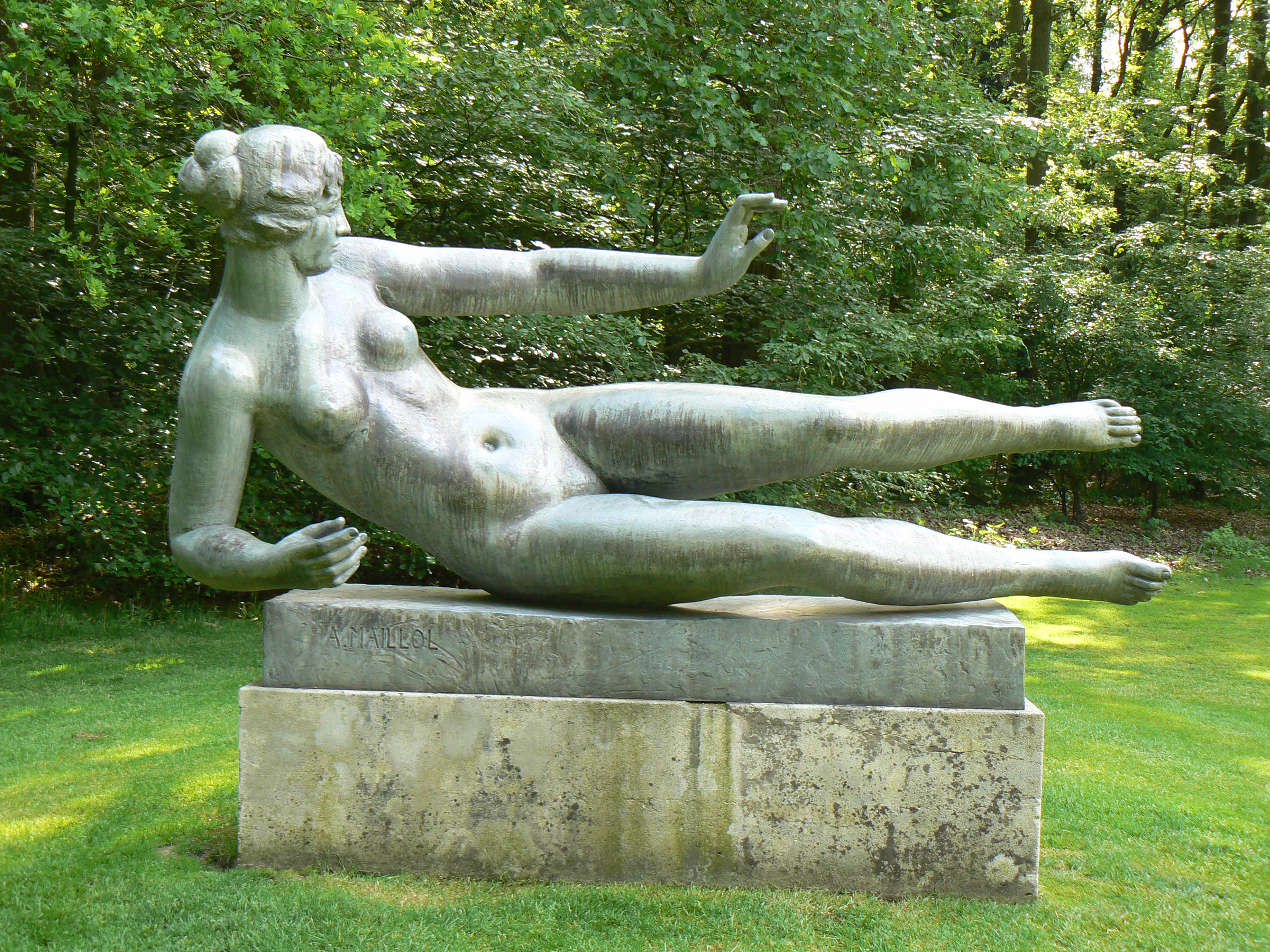
L’Air von Aristide Maillol

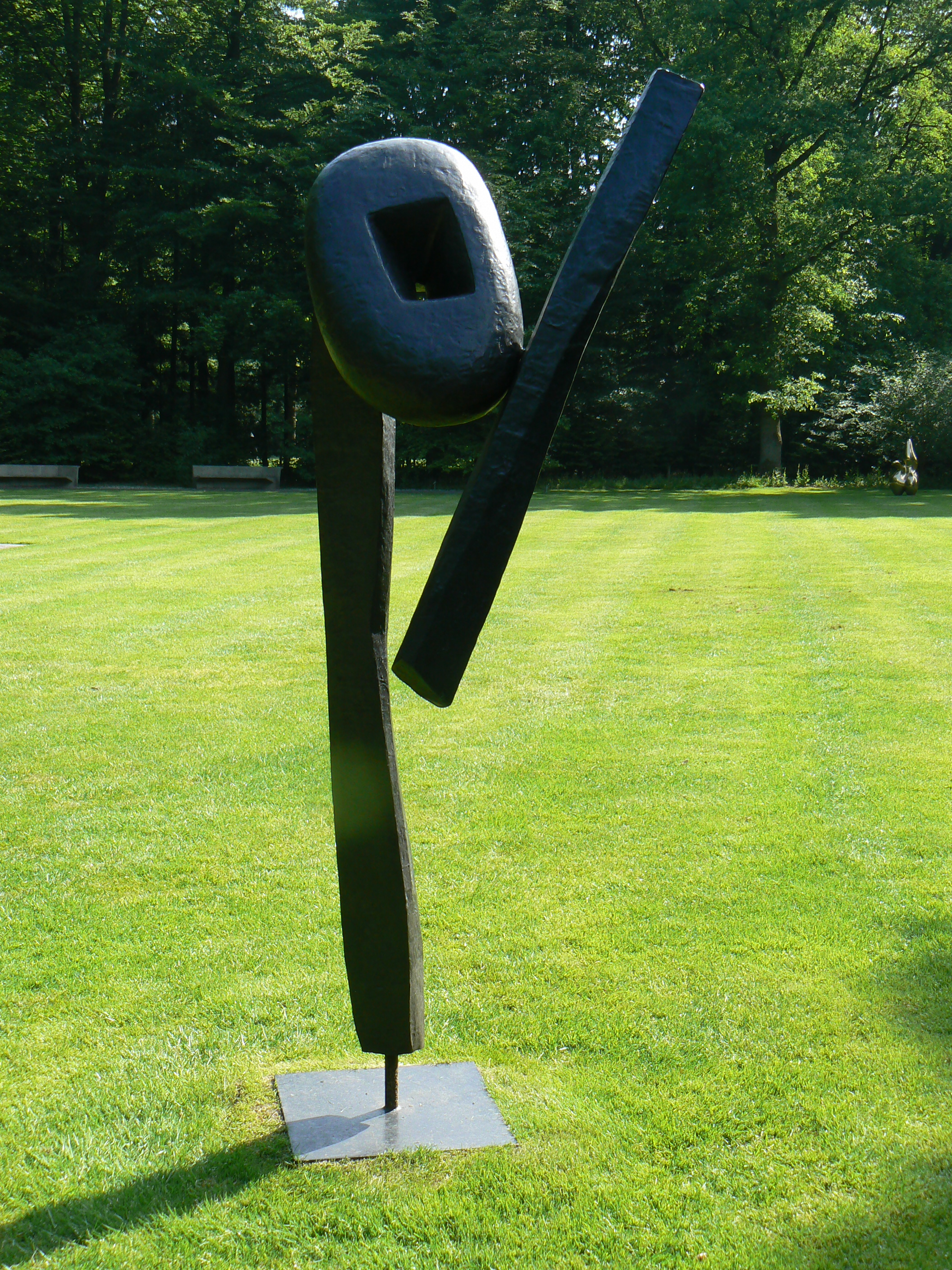
The Cry von Isamu Noguchi

Der Skulpturenpark am Kröller-Müller-Museum liegt im Nationaal Park De Hoge Veluwe bei Otterlo in den Niederlanden. Der in unmittelbarer Nähe zum Kröller-Müller-Museum liegende Park ist mit mehr als 25 Hektar Fläche einer der größten und renommiertesten Skulpturenparks in Europa.

## Skulpturenpark
Der Park wurde im Jahre 1961 in der Größe von vier Hektar eröffnet. Er bildet eine Kombination von Skulpturengarten, Skulpturenpark und Skulpturenwald und bietet Platz für zahlreiche Strömungen der internationalen Bildhauerei des 20. Jahrhunderts. Figurative und abstrakte Kunst sind vertreten. Schon 1966 wurde der Park auf neun Hektar erweitert. Seit 2001 umfasst der Skulpturenpark eine Fläche von etwa 25 Hektar.

## Sammlung
Die Skulpturensammlung umfasst Werke nationaler und internationaler Bildhauer. Gegenwärtig sind unter anderem vertreten:
- Hans Aeschbacher mit Große Figur I (1961)
- Jean Amado mit De la mer, le passage ... (1979)
- Carl Andre mit Weathering piece (1970) und 43 Roaring forty (1988)
- Willy Anthoons mit Forme infinie (1949)
- Kenneth Armitage mit Monitor (1961)
- Jean Arp mit Berger de nuages (1953)
- Joannis Avramidis mit Große Figur (1958)
- Mirosław Bałka mit 125x211x179 und 190x129x73 (1993) und 200x238x95 (fountain) (1996/2001)
- Chris Booth mit Echo van de Veluwe (2003–2005)
- Émile-Antoine Bourdelle mit La grande Pénélope (1912)
- Tom Claassen mit 18 liegende Holzmänner (2000) und Rocky lumps (2005/06)
- Adam Colton mit Blob and Bone (2002)
- Eugène Dodeigne mit Homme et femme (1963) und Sept (1993)
- Jean Dubuffet mit Jardin d’émail (1974)
- Sorel Etrog mit Complexes of a young lady (1960/62)
- Ian Hamilton Finlay mit Sacred grove: five columns for the Kröller-Müller (1980–1982)
- Lucio Fontana mit Concetto spaziale 'Natura'  (1959–1960)
- Fortuyn/O’Brien mit The twenty-four men in white (1988)
- Otto Freundlich mit Composition (1933/1961)
- Dan Graham mit Two adjacent pavilions (1978/2001)
- Emilio Greco mit La Grande Bagnante nr. 3 (1957)
- Barbara Hepworth mit Squares with two circles (1963–1964), Dual form (1965), Sphere with inner form (1963) und anderen
- Huang Yong Ping mit The overturned tomb (1994)
- Phillip King mit Brake (1966), Open bound (1973) und anderen
- Ödon Koch mit Figur I (1958)
- Bertrand Lavier mit Privé sur mobi (1986)
- Jacques Lipchitz mit Le cri (Le couple) (1928–1929) und Le chant des voyelles (1931–1932)
- Aristide Maillol mit L’Air (1939/1962)
- Étienne Martin mit Demeure 3 (1960)
- Arturo Martini mit Giuditta e Oloferne (1932–1933)
- Marcello Mascherini mit Ritratto di Franca (1952)
- Umberto Mastroianni mit La conquista (1954) und Picadores (1965)
- Henry Moore mit Animal head (1956) und Two-piece reclining figure II (1960), Skulpturen von ihm befinden sich am Wildbahnweg in der Nähe des Kröller-Müller-Museums wie auch die Skulpturengruppe Three upright motives (1955–1956, 1965)
- François Morellet mit La plate-bande (1988)
- Jan van Munster mit Plus Minus (1987)
- Isamu Noguchi mit The Cry (1959–1961/1962)
- Claes Oldenburg mit Trowel (1971), außerhalb des Skulpturenparks
- Marta Pan mit Sculpture flottante, Otterlo (1960–1961) und Amphithéâtre (2007)
- Eduardo Paolozzi mit St. Sebastian III (1958) und Medea (1964)
- Constant Permeke mit Niobe (1951)
- Germaine Richier mit Le grand homme de la nuit (1954/55)
- George Rickey mit Two vertical, three horizontal lines (1965–1966)
- Auguste Rodin mit Femme accroupie (1882)
- Ulrich Rückriem mit Kubus (gespalten) (1971), Dolomit (geschnitten) (1974) und anderen
- Richard Serra mit Spin out, for Robert Smithson (1972–1973) und One (1988)
- Piet Slegers mit Landschaps-Zonneproject (1979) und Everzwijn (1958)
- Tony Smith mit Wandering rocks (1967/79)
- Kenneth Snelson mit Needle tower (1968)
- Evert Strobos mit palissade (1973/1991)
- Mark di Suvero mit K-piece (1972)
- Alina Szapocznikow mit Bellies (1968)
- Carel Visser mit Kubus en zijn stapeling (1967), Pleinbeeld (1998) und anderen
- André Volten mit Zuil (1968), Kubische Konstruktion (1968) und anderen
- Magdalena Wiecek mit Close to the Earth (1968)
- Fritz Wotruba mit Stehende Figur (1958–1959) und Hockende Figur (1950–1951) und anderen

Die gegenwärtige Architektur ist mit zwei Ausstellungspavillons vertreten, mit dem Eyck-Pavillon von Aldo van Eyck und dem Rietveld-Pavillon von Gerrit Rietveld.

## Fotogalerie

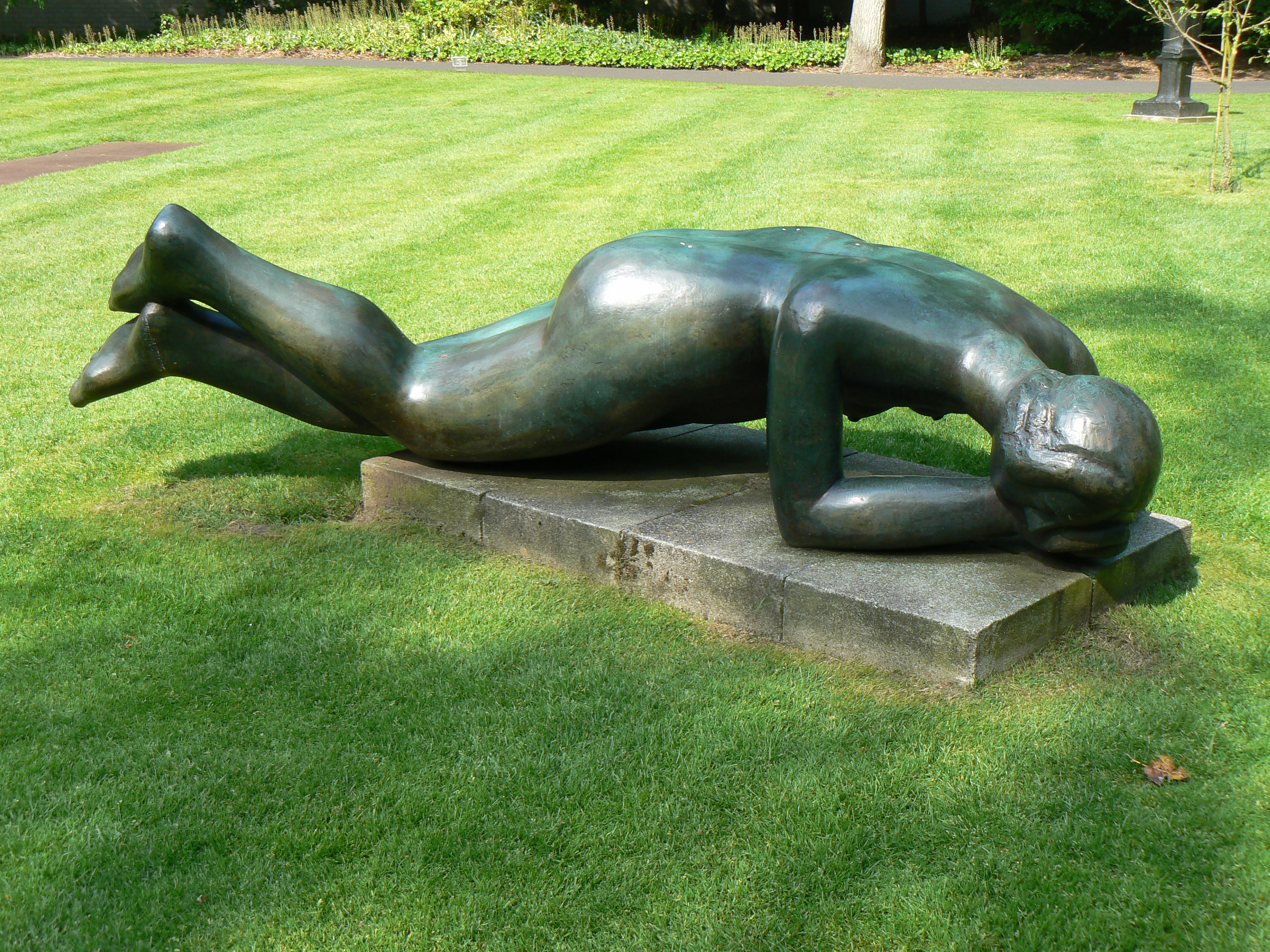
Niobe (1951) von Constant Permeke
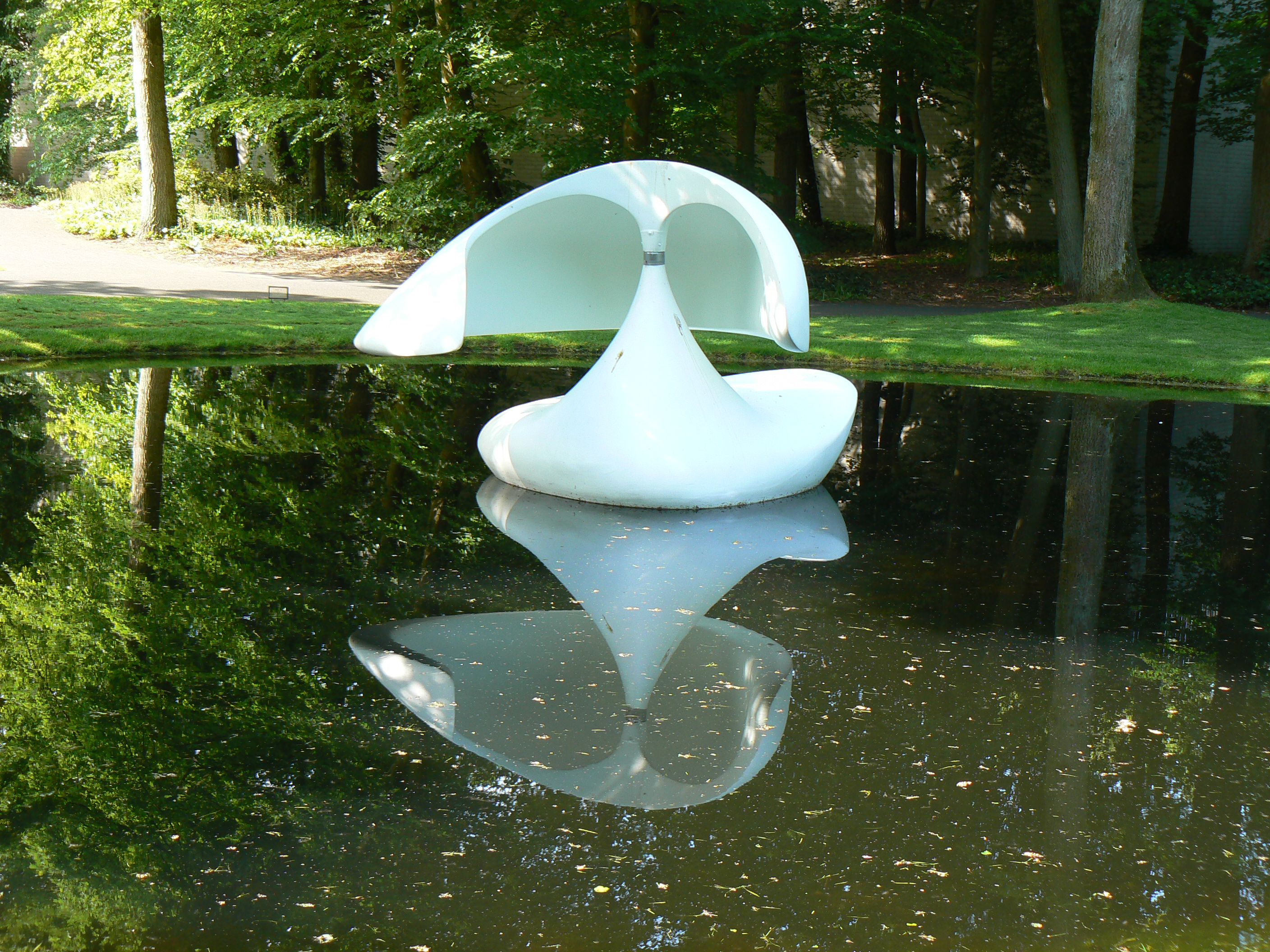
Sculpture flottante, Otterlo von Marta Pan
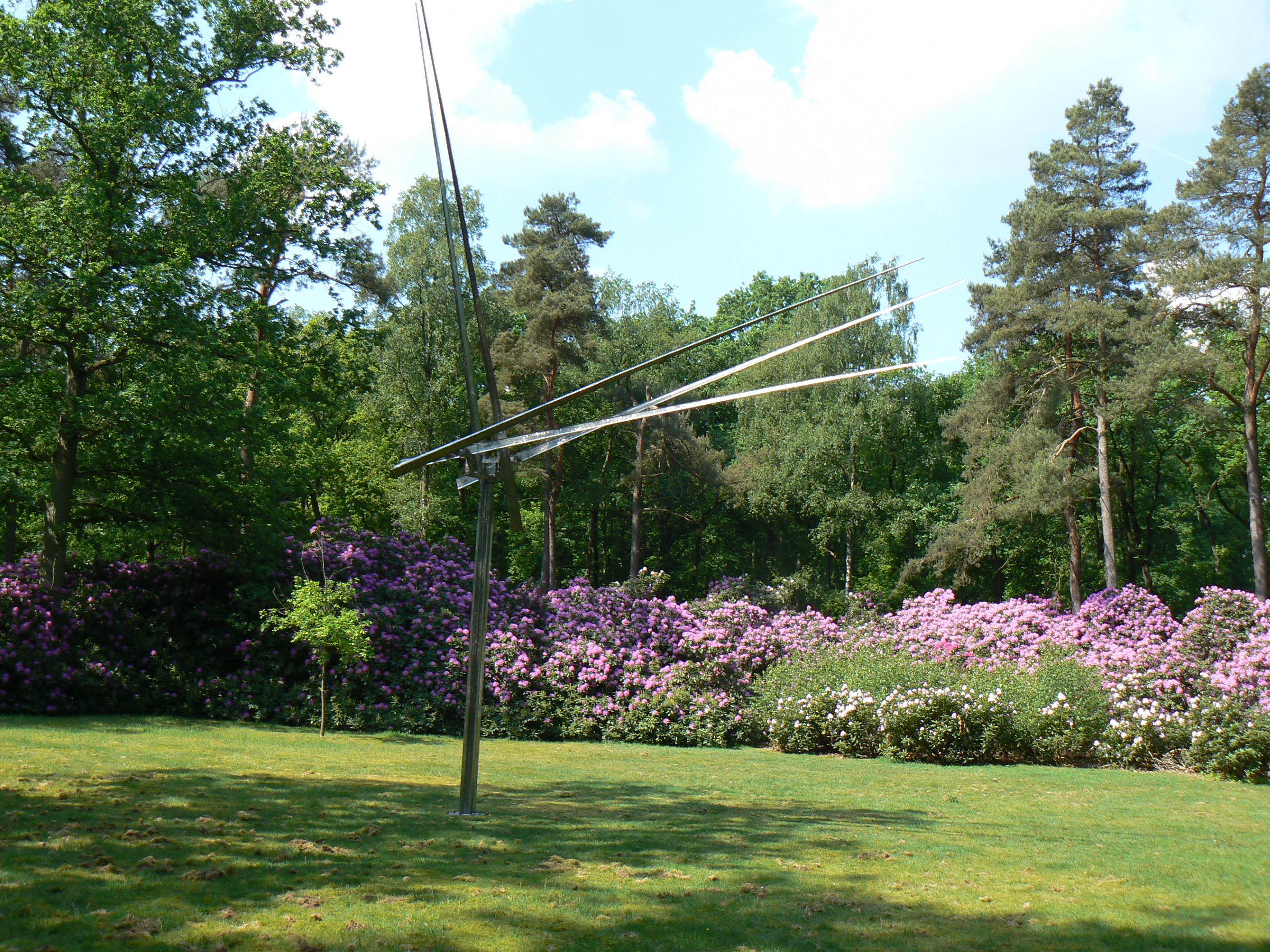
Two vertical, three horizontal lines von George Rickey
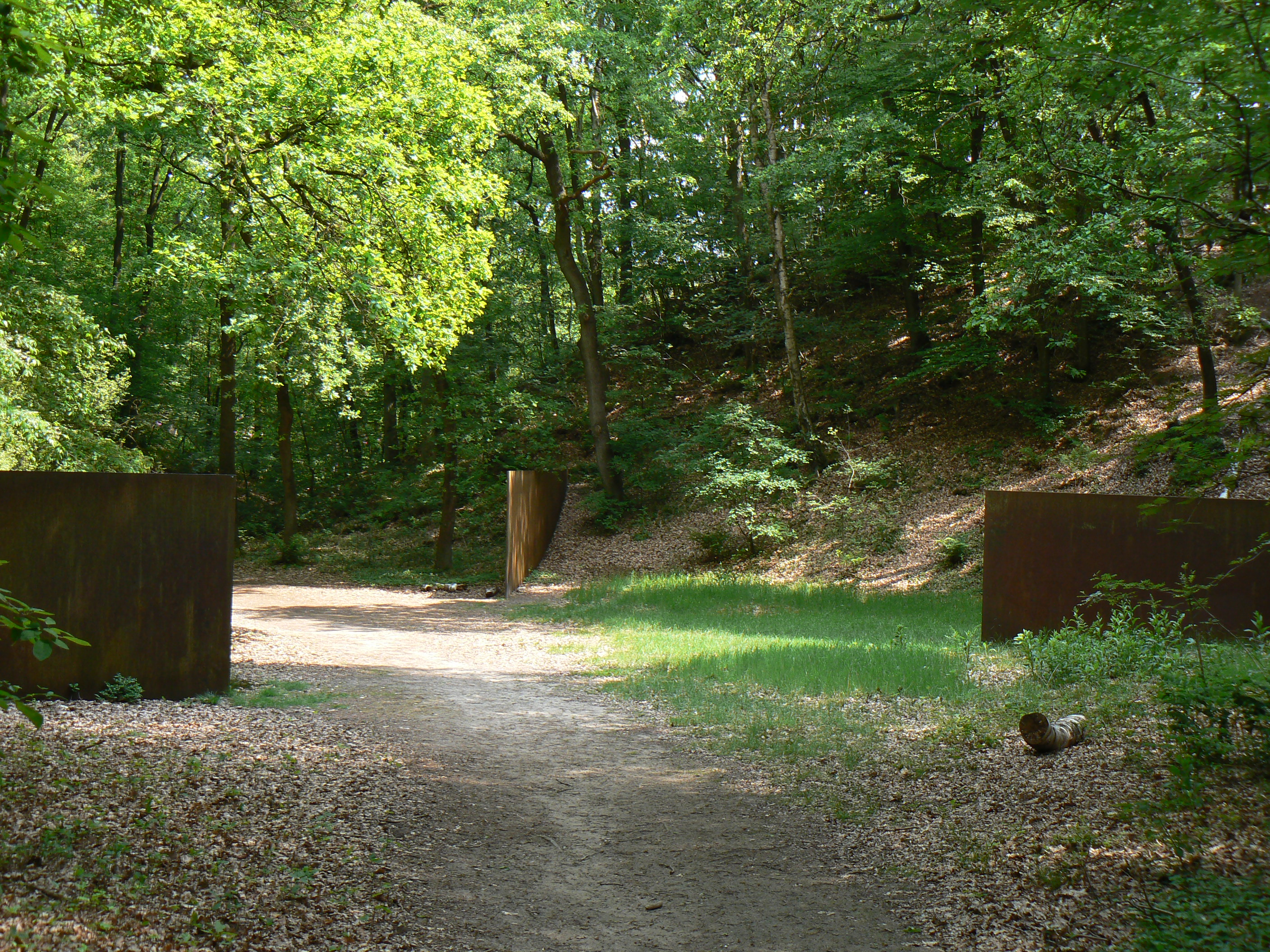
Spin out, for Robert Smithson von Richard Serra
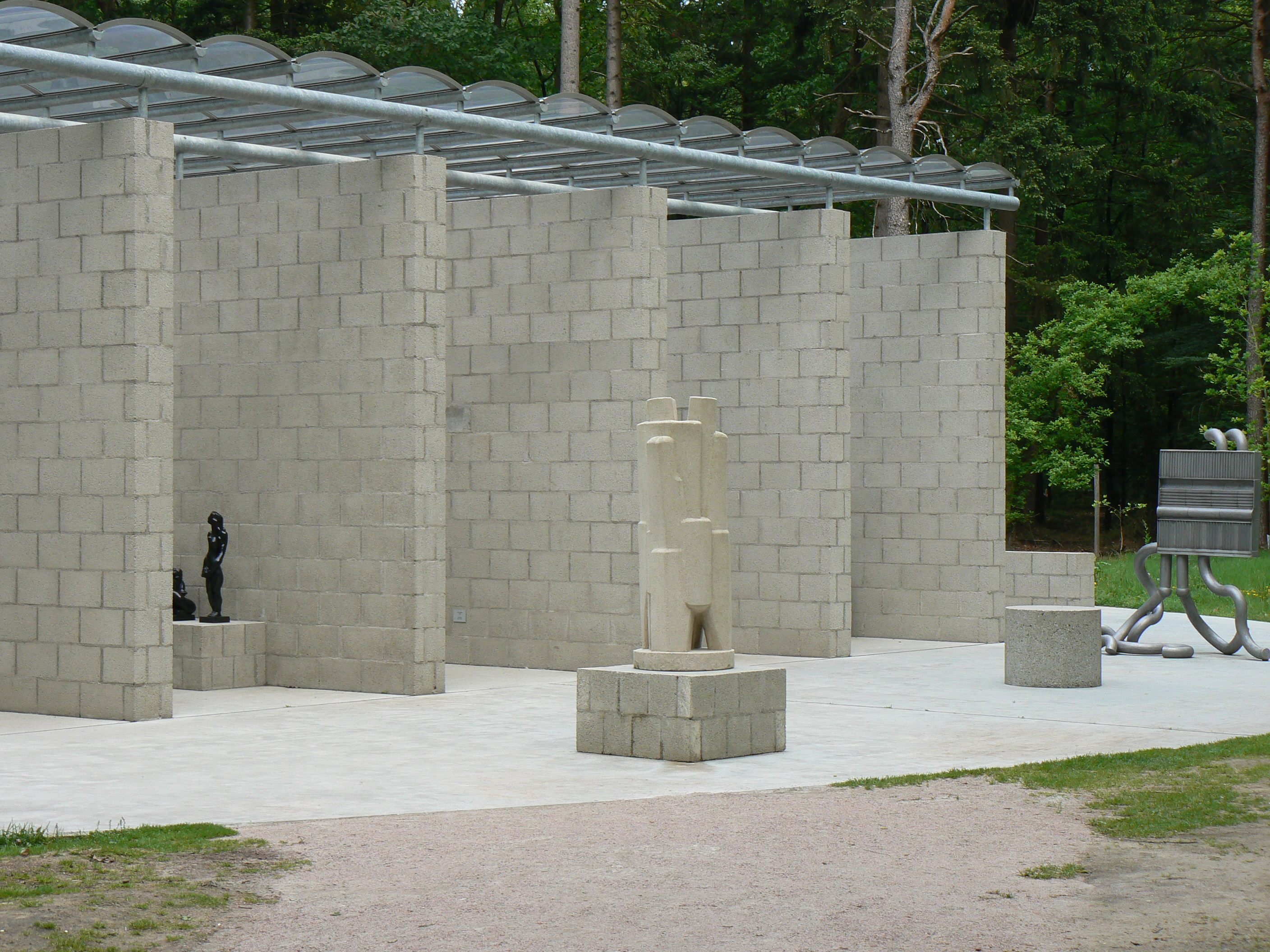
Aldo van Eyck-Pavillon
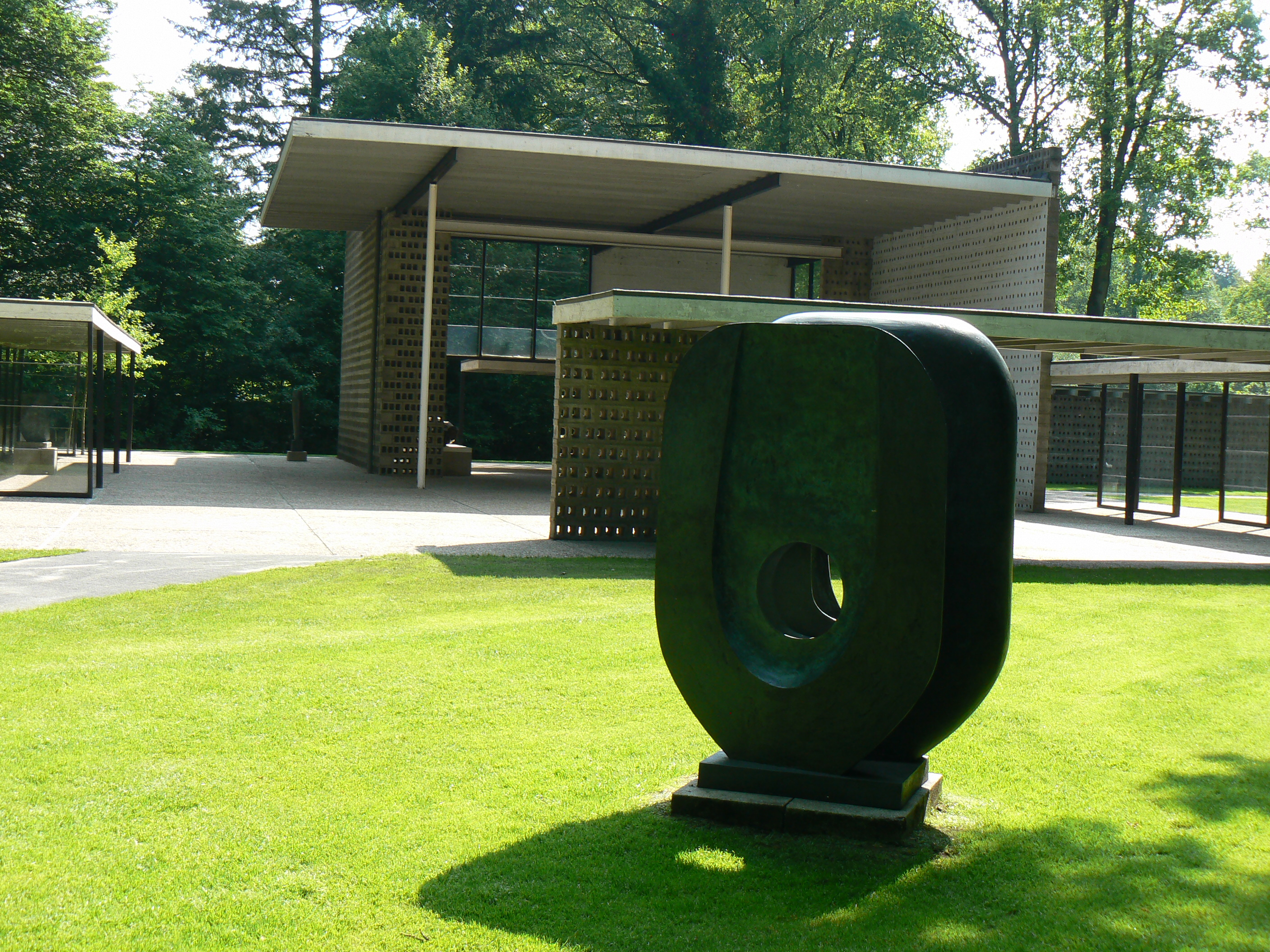
Rietveld-Pavillon
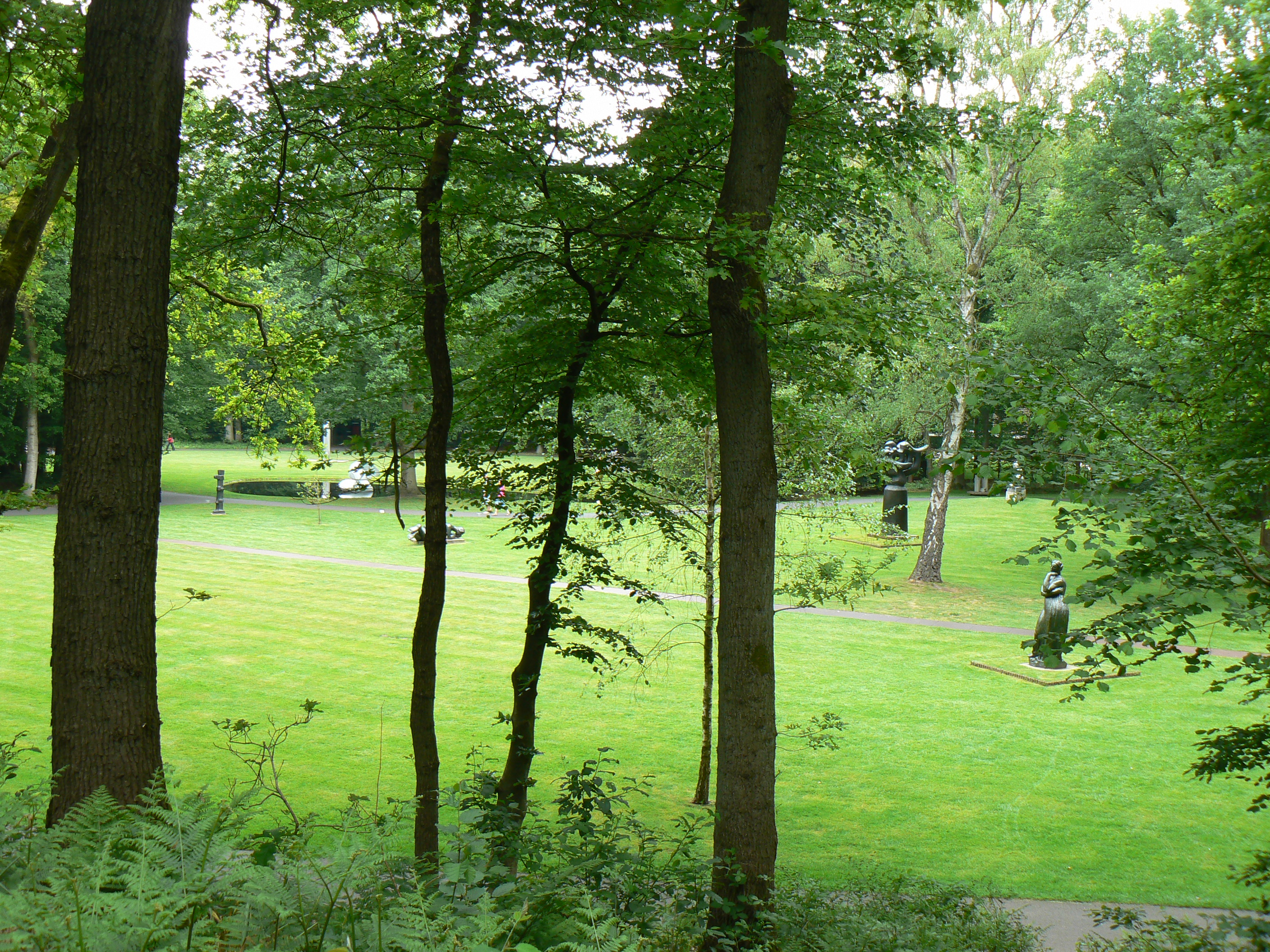
Der Skulpturenpark
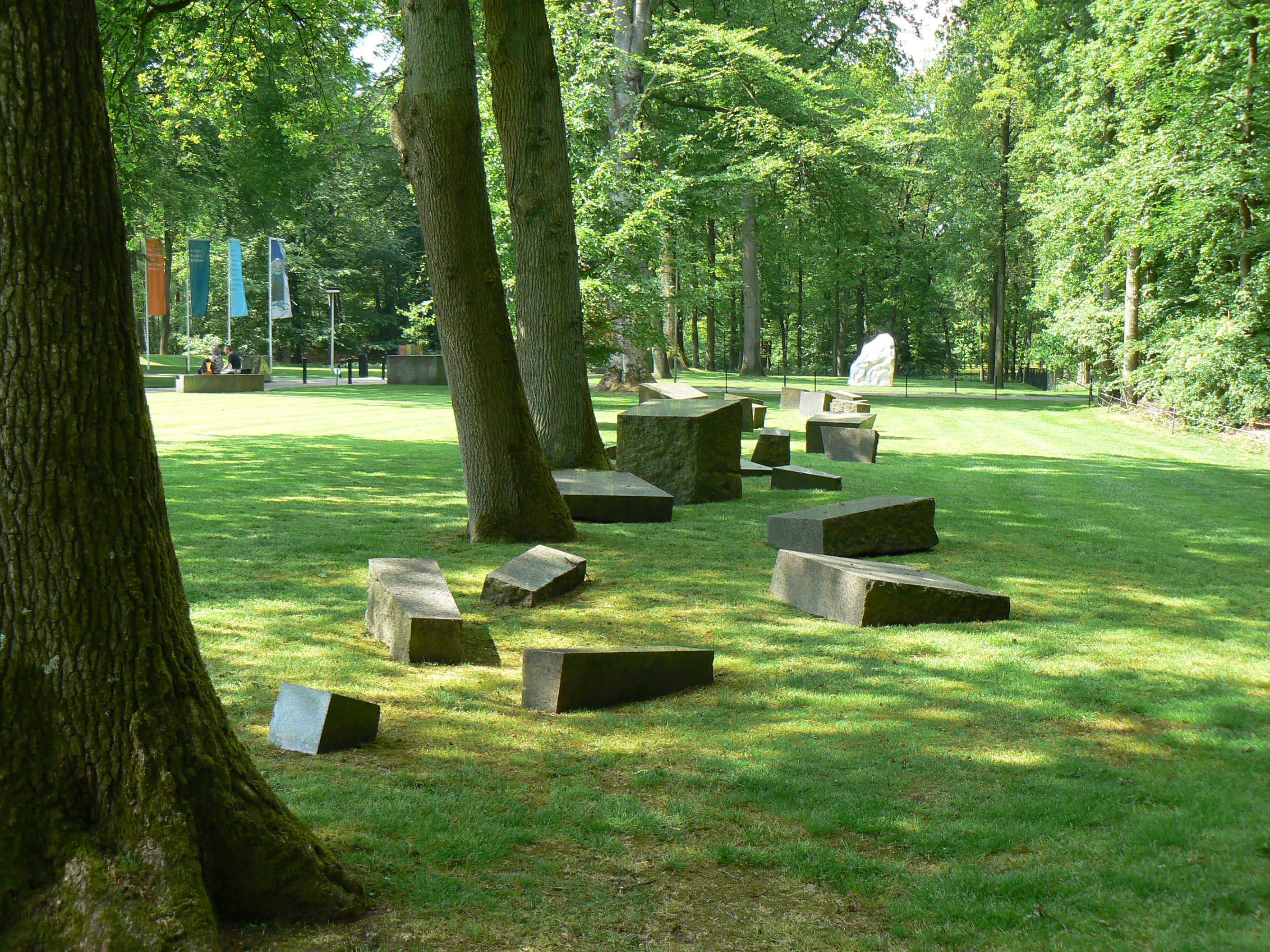
Uba tuba von André Volten